# Ceratina yucatanica
Ceratina yucatanica är en biart som beskrevs av Cockerell 1931. Ceratina yucatanica ingår i släktet märgbin, och familjen långtungebin. Inga underarter finns listade i Catalogue of Life.